# Europejskie Kolegium Polskich i Ukraińskich Uniwersytetów
Europejskie Kolegium Polskich i Ukraińskich Uniwersytetów – polsko-ukraińska uczelnia, zajmująca się problematyką Europy Wschodniej istniejąca w latach 2001–2011.

## Historia
Idea powstania uczelni polsko-ukraińskiej w Lublinie sformułowana została w 1997 r. przez prof. Bohdana Osadczuka, co spotkało się z zainteresowaniem środowiska akademickiego Lublina. Przez lata popierał ją i propagował prof. Jerzy Kłoczowski, a także Jerzy Giedroyc.
W dniu 27 października 2000 r. na budynku „teatru w budowie” umieszczono tablicę z nazwą „Polsko-Ukraińskie Kolegium Europejskie w Lublinie”, w imieniu ówczesnego premiera Ukrainy Wiktora Juszczenkę.
Jeszcze w tym samym roku, w grudniu, podpisana została „Deklaracja w sprawie utworzenia Europejskiego Kolegium Polskich i Ukraińskich Uniwersytetów” oraz „Umowa o powołaniu EKPiUU”. Jak wynika z tych dokumentów założycielami Europejskiego Kolegium Polskich i Ukraińskich Uniwersytetów są dwa polskie uniwersytety mające siedzibę w Lublinie: Uniwersytet Marii Curie-Skłodowskiej i Katolicki Uniwersytet Lubelski oraz trzy uniwersytety ukraińskie – Uniwersytet Kijowski, Uniwersytet Lwowski oraz Uniwersytet Narodowy „Akademia Kijowsko-Mohylańska”. Szóstym współzałożycielem został Instytut Europy Środkowo-Wschodniej.
Dzięki dotacji celowej rządu prof. dr hab. Jerzego Buzka w 2001 r. odbył się konkurs o stypendia, w którym to zakwalifikowano kilkunastu doktorantów z Polski, ponad osiemdziesięcioro z Ukrainy i kilkoro z innych państw byłego bloku wschodniego.
Pierwsza uroczysta inauguracja roku akademickiego w EKPUiU odbyła się jesienią 2001 r. w obecności prezydentów Rzeczypospolitej Polskiej Aleksandra Kwaśniewskiego i Ukrainy Leonida Kuczmy. Przyjęci wówczas pierwsi słuchacze EKPiUU stali się jednocześnie doktorantami jednej z pięciu publicznych uczelni Lublina (Uniwersytetu Marii Curie-Skłodowskiej, Katolickiego Uniwersytetu Lubelskiego, Akademii Rolniczej, Politechniki Lubelskiej lub Akademii Medycznej).
W maju 2004 r. Konwent EKPiUU na posiedzeniu w Kijowie podjął decyzję, że w przyszłości badania naukowe prowadzone w ramach stypendium EKPiUU skupiać się będą na szeroko rozumianej problematyce Europy Środkowo-Wschodniej w zakresie ekonomii, prawa, historii, językoznawstwa, literaturoznawstwa, kulturoznawstwa, filozofii, socjologii, politologii, stosunków międzynarodowych, pedagogiki i psychologii. Wyłączono więc nauki medyczne, techniczne i rolnicze.
W dniu 16 maja 2011 roku Europejskie Kolegium Polskich i Ukraińskich Uniwersytetów zakończyło swoją działalność, która jest kontynuatorem ponad 10 letniej działalności EKPiUU i dorobku naukowo-badawczego, rozpoczynając jednocześnie działalność Centrum Europy Wschodniej Uniwersytetu Marii Curie-Skłodowskiej.

## Struktura organizacyjna
Najwyższym organem EKPUiU jest Konwent EKPiUU, na czele którego stanął w 2001 r. prof. Jerzy Kłoczowski.
Przewodniczący Konwentu EKPUiU:
- Prof. dr hab. Jerzy Kłoczowski (2001–2004), od 2004 r. honorowy przewodniczący Konwentu EKPUiU
- Prof. dr hab. Jan Pomorski (2004–2006)
- Ks. dr hab. Mirosław Kalinowski, prof. KUL (2006–2009)
- Prof. Petro Bech (2009–2011)[2]